# 아우토크립트
아우토크립트(주)(영어: Autocrypt Co., Ltd.)는 대한민국의 자율주행 보안 전문기업이다. 아우토크립트(주)는 자율주행보안, 전기차/ 충전인프라 보안, 디지털키 솔루션,  차량 내부 보안, FMS(Fleet Management System, 차량 데이터 관제 서비스)를 제공하고 있다. 또한, 자동차 사이버 보안 법규제도인 WP.29에 부합하는 컨설팅 서비스도 제공한다. 아우토크립트는 차량 내부 보안, 협력 자율주행(V2X), 그리고 사이버 보안을 통합하는 솔루션을 제공하여 미래 모빌리티 생태계를 구축해 나가고 있다. 

## 역사
1997년 창립한 암호 플랫폼, 웹보안 전문기업 펜타시큐리티에서 2015년 차량 토탈 솔루션인 AUTOCRYPT를 런칭하였고 2019년 8월, 펜타시큐리티에서 분사했다.

### 연혁
- 2025년 코스닥 시장 상장[1][2][3]
- 2022년

Red Herring AWARD Top 100 Global 선정

AUTOTECH BREAKTHROUGH AWARDS, Ride Hailing Innovation of the Year 수상

CYBERSECURITY EXCELLENCE AWARDS, IoT부문 Gold Winner 수상

Bayern Innovativ Cluster Automotive 공식 파트너사 등록

주차플랫폼 S사와 모빌리티 서비스 공동개발 업무협약 체결

스마트 모빌리티 플랫폼 연합 결성

ETSI Plug Test V2X 상호운용성 시연

AutoCrypt EV O&M 출시

- 2021년

AutoTech Breakthrough Awards, Automotive Cybersecurity Company of the Year 수상

캐나다/독일 법인 설립

포브스아시아 100대 유망기업 선정 

ISO 27001, ISO 14001, ISO 9001획득

완성차제조사 H사와 보안성 테스트 시스템 개발

완성차제조사 C사와 CAN-IDS를 비롯한 통합 보안관제시스템(SOC) 개발

자율주행차제조사 M사와 사용자 인증 단말 보안 솔루션 개발

차량 SW플랫폼사 A사와 AUTOSAR 보안모듈 개발
- 2020년

지능형자동차부품진흥원 자율주행시험장 인증보안솔루션 구축

H사 중국향 C-V2X 사업 계약

H사 해외(호주, 뉴질랜드, 푸에르토리코) Auto Premium 서비스 보안인증시스템 구축

K 통신사 V2P 기반의 V2X 안드로이드 플랫폼 개발 사업 계약

울산광역시 C-ITS 보안인증시스템 구축

TU -Automotive Awards, The Automotive Tech Company of the Year Finalist 선정 

apmaIAC Cyber Mobility Awards, Global Cyber Achievement 수상

AutoTech Breakthrough Awards, Automotive Cybersecurity Company of the Year 수상
- 2019년

Hubject/ElaadNL과 전기차 충전 상호운용성 기술 개발을 위한 MOU 체결

OECD산하 ‘국제교통포럼 ITF(International Transport Forum)' 가입

완성차제조사 S사 V2X 보안 솔루션 컨설팅
 한국도로공사 V2X 보안인증체계 실증시스템 구축사업

전장제조사 M사 IVI(In-Vehicle Infotainment)용 보안 솔루션 개발

한국지능형교통체계협회 V2X 보안인증체계 연계를 위한 인증기관(CS) 실증시스템 개발 

AutoCrypt®, TU-Automotive AWARDS 2019 Best Auto Cybersecurity Product/Service 선정

한국전력공사 전기차 충전을 위한 보안 인프라 구축

서울특별시 C-ITS 실증사업 보안시스템 구축

자율주행 보안기업 AUTOCRYTP(주) 분할 창업
- 2018년

한국전력공사 전기차 충전사업자(MO)용 인증시스템 구축

제주특별자치도 C-ITS 실증사업 보안시스템 구축
 그리드위즈와 전기차 Plug and Charge 솔루션 상용화

모바일제조사 S사 V2P(차량과 스마트 디바이스)용 스마트폰 기반의 C-ITS 서비스 개발

한국도로공사 지능형 교통망구축을 위한 V2X 보안체계정보화전략계획 수립

철도기술연구원 열차자율주행제어시스템(T2T) 보안모듈 시제품 제작
- 2017년

완성차제조사 H사 V2G(전기차 충전)을 위한 TLS/HSM 보안 기술 개발

교통안전공단 K-City 자율주행 실험 도시(경기도 화성)

여주고속도로 자율협력주행을 위한 보안인증체계 구축

철도기술연구원 열차제어시스템(T2T) 프로토콜 보안취약성분석 및 철도차량용 보안모듈 설계

전자부품연구원 스마트 자율주행협력 도로주행시스템 개발을 위한 인증센터 구축

한국산업기술진흥원 차세대 IVI 단말을 위한 보안 기술 개발
- 2016년

정보통신기술진흥센터 자율주행 스마트자동차용 이상징후 탐지

핵심기술 개발 한국도로공사 C-ITS 시범사업을 위한 보안인증체계 구축 (대전-세종)

한국산업기술평가관리원 K-BrainPower 머신러닝에 기반한 이상행위 탐지기능 개발
- 2015년

국내 최초 자동차보안 솔루션 AutoCrypt 출시 

스마트카 방화벽 시제품 개발
- 2014년

국내 최초 차량통신 보안기술 확보(IEEE1609.2 전체 규격 규현 및 테스트베드 적용)
- 2013년

WAVE 통신 기반의 V2X 환경을 위한 국제 표준(IEEE1609.2:2013) 기술 개발
- 2012년

Patrol Car 네비게이션/텔레매틱스 시스템인증/암호화 개발 구축
- 2011년

차량과 외부 스마트디바이스 연동에 대한 인증 및 암호화 적용으로 보안 향상
- 2007년

완성차제조사 H사 차량 안전 진단 장치용 보안 장치(차량과 진단기기 간 보안 통신 기술 개발)

## 컨설팅

### WP.29 컨설팅
UNECE 세계포럼은 자동차 산업에서 법적 구속력을 가진 최초의 국제표준인 사이버 보안 및 커넥티드카의 소프트웨어 업데이트에 대한 새로운 법규를 채택했다.
- 컨설팅 항목 : CSMS(사이버 보안 관리 시스템) 인증 컨설팅 / 차량 형식 인증 컨설팅 / 보안 기능 구현 / TARA 시스템 구축

## 국내/외 지사

### 국내
- 부산 모빌리티 인텔리전스 센터
- 세종 자율주행 보안 테스트 센터

### 해외
- 독일 법인
- 북미 법인
- 미국 법인
- 싱가포르 법인
- 중국 법인